# Nabil Chiali
Nabil Chiali, né le 9 septembre 1989 à Oran, est un rameur d'aviron et acteur algérien.

## Carrière

### Carrière sportive
Nabil Chiali est double médaillé d'argent aux Championnats d'Afrique d'aviron 2012 à Alexandrie, en deux de couple et en deux sans barreur. Il remporte la médaille d'argent en deux de couple et la médaille de bronze en skiff aux Championnats d'Afrique d'aviron 2013.

### Carrière d'acteur
En 2019, il fait plusieurs apparitions dans la série dramatique algérienne Wlad Hlal. Il tient à partir de 2021 le rôle principal de la série dramatique Bent Bled, jouant le rôle d'Amir.

### Autres activités
Il travaille aussi dans l'événementiel sportif et l'hôtellerie.

## Famille
Il est le frère de la rameuse Nawel Chiali.